# ولسوالی سرخ پارسا
ولسوالی سرخ پارسا یکی از ولسوالی‌های ولایت پروان، به مرکزیت شهر لولنج در شمال خاوری افغانستان است. سرخ پارسا ۸۵۹ کیلومترمربع است و اکثر جمعیت آن را هزاره‌ها تشکیل می‌دهند که شامل هزاره‌های اهل سنت و تشیع می‌باشند هزاره‌های شیعه اکثراً در دره ترکمن و هزاره‌های اهل سنت در دیگر نقاط زندگی می‌کنند که بنابر تبعیضات مداوم هویت تعدادی از هزاره‌های اهل سنت این ناحیه در برخی مواقع کتمان شده‌است. مساحت و جمعیت آن در سال ۱۳۹۹ حدود ۴۶٬۲۴۳ نفر بوده‌است. ولسوالی شیخ‌علی از جنوب با ولایت کابل، از شمال شرقی با ولسوالی غوربند، از غرب با ولایت بامیان و از شمال با ولسوالی شیخ‌علی هم‌مرز است.